# Arroo Mountain SAC
Arroo Mountain SAC este o arie protejată (arie specială de conservare — SAC, sit de importanță comunitară — SCI) din Irlanda întinsă pe o suprafață de 3.941,88 ha, integral pe uscat.

## Localizare
Centrul sitului Arroo Mountain SAC este situat la coordonatele 54°23′06″N 8°13′50″W / 54.384977°N 8.230582°V.

## Înființare
Situl Arroo Mountain SAC a fost declarat sit de importanță comunitară în noiembrie 1997 pentru a proteja 2 specii de animale. Situl a fost protejat și ca arie specială de conservare în februarie 2022.

## Biodiversitate
Situată în ecoregiunea atlantică, aria protejată conține 7 habitate naturale: Pajiști umede nord-atlantice cu Erica tetralix, Pajiști uscate europene, Pajiști alpine și boreale, Turbării de acoperire (* exclusiv pentru turbării active), Izvoare petrifiante cu formare de travertin (Cratoneurion), Grohotișuri calcaroase și de șisturi calcaroase de la nivelul montan până la nivelul alpin (Thlaspietea rotundifolii), Pante stâncoase calcaroase cu vegetație casmofită.
La baza desemnării sitului se află mai multe specii protejate de  păsări (2): șoim călător (Falco peregrinus), ploier auriu (Pluvialis apricaria).
Pe lângă speciile protejate, pe teritoriul sitului au mai fost identificate 12 specii de plante, 1 specie de păsări, 1 specie de amfibieni, 1 specie de mamifere.